# Пальцино (Вачський район)
Пальцино (рос. Пальцино) — присілок в Вачському районі Нижньогородської області Російської Федерації.
Населення становить 2 особи. Входить до складу муніципального утворення Филінська сільрада.

## Історія
Від 2009 року входить до складу муніципального утворення Филінська сільрада.

## Населення
| 1859 | 1905 | 1926 | 1999 | 2002 | 2010 |
| ---- | ---- | ---- | ---- | ---- | ---- |
| 121  | ↗239 | ↗331 | ↘6   | ↘5   | ↘2   |